# Chelmsford City FC
Chelmsford City FC is een Engelse voetbalclub uit Chelmsford. De club komt uit in de National League South, het zesde niveau van het Engelse voetbal. 
De beste prestatie van de club in de FA Cup is het bereiken van de vierde ronde, in het seizoen 1938/39. Het beste resultaat in de FA Trophy is de halve finale (1969/70).

## Geschiedenis
In 1878 werd Chelmsford FC opgericht vanuit de Chelmsford Lawn Tennis and Croquet club. De club won de Essex Senior Cup in 1893 en 1902. In 1895 was de club een van de stichtende leden van de North Essex League maar wisselde in 1900 naar de South Essex League. Chelmsford FC bleef qua resultaten kwakkelen en kwam in 1922 in de Middlesex County League terecht. Hierna werden de resultaten steeds beter en naast twee overwinningen in de East Anglian Cup, won de club in 1931 de London League Premier Division. In 1935 was de club een van de stichtende leden van de Eastern Counties League en in 1937 stond Chelmsford FC aan de basis van de Essex County League. In 1938 werd besloten om met een professioneel team in de Southern League te gaan spelen. Omdat de verwachting was dat dit een flinke impact op de club zou hebben, werd besloten Chelmsford FC te staken en een nieuwe organisatie te starten als Chelmsford City FC. Pas in 2012 zou de plaats Chelmsford de status van 'city' krijgen.
In haar debuutseizoen kwam Chelmsford City FC direct tot de vierde ronde van de FA Cup. In 1939 werd de club een licentie voor de Football League geweigerd. In 1946 won de club de Southern League maar kreeg ook in 1947, 1948, 1950, 1951 en 1956 te weinig stemmen voor toegang tot de Football League. Ook in 1968 en 1972 won Chelmsford City Southern League. Tot 1976 deed de club in totaal zeventien onsuccesvolle pogingen om in de Football League te geraken. In 1977 degradeerde de club maar was dat jaar wel een van de zes Engelse teams in de Anglo-Italian Cup. In 1979 kwam de club terug in de Southern League. In 1988 degradeerde Chelmsford City maar keerde een jaar later weer terug. Ook in 1996 degradeerde de club maar werd in 1997 promotie geweigerd vanwege een probleem met het stadion. In 2001 keerde Chelmsford City terug in de Southern League.
In 2004 wisselde de club naar de Isthmian League waar in 2008 de Premier Division gewonnen werd. Hierdoor speelde de club in het seizoen 2008/09 voor het eerst in de Conference South waarin de halve finale van de play-offs om promotie verloren werd van Hampton & Richmond Borough. Ook in 2010 en 2011 bereikte Chelmsford City de playoffs maar verloor beide keren in de halve finale. De club werd hierna een vaste waarde in de play-offs. Het dichts bij promotie kwam Chelmsford City in 2017 toen het de finale verloor van Ebbsfleet United.
Aveley ·
Bath City ·
Boreham Wood ·
Chelmsford City ·
Chesham United ·
Chippenham Town ·
Dorking Wanderers ·
Eastbourne Borough ·
Enfield Town ·
Farnborough ·
Hampton & Richmond Borough ·
Hemel Hempstead Town ·
Hornchurch ·
Maidstone United ·
Salisbury ·
Slough Town ·
St. Albans City ·
Tonbridge Angels ·
Torquay United ·
Truro City ·
Welling United ·
Weston-super-Mare ·
Weymouth ·
Worthing ·